# M/S Queen Victoria
M/s Queen Victoria är ett kryssningfartyg ägt och trafikerat av Cunard.
11 december 2007 gick jungfruturen i norra Europa. Från hemmahamnen i Southampton till Amsterdam, Köpenhamn, Oslo, Hamburg och Brugge, för att efter 10 dagar återvända hem. En andra resa den 21 december gick till varmare platser som Vigo i Spanien, Lissabon, Kanarieöarna, Casablanca och Gibraltar.
6 januari 2008 gjorde M/s Queen Victoria sin första jordenruntkryssning med start från Southampton. Tillsammans med Queen Elizabeth 2 gick de jämsides över Atlanten och mötte den 13 januari Queen Mary 2 i New York. Alla Cunards fartyg kunde då ses på samma plats. M/s Queen Victoria fortsatte sin 106 dagarsresa runt jorden och besökte platser som; Acapulco i Mexiko, Los Angeles, Hawaii, Nya Zeeland, Malaysia, Kina, Vietnam, Thailand, Indien, Egypten, Italien.